# Faucompierre
Faucompierre é uma comuna francesa na região administrativa do Grande Leste, no departamento de Vosges. Estende-se por uma área de 2.45 km². Em 2010 a comuna tinha 241 habitantes (densidade: 98,4 hab./km²).